# Tonnoiriella hatayensis
Tonnoiriella hatayensis är en tvåvingeart som beskrevs av Jezek 1999. Tonnoiriella hatayensis ingår i släktet Tonnoiriella och familjen fjärilsmyggor.
Artens utbredningsområde är Turkiet. Inga underarter finns listade i Catalogue of Life.